# 宣和伐辽
宣和伐辽，又称宣和北伐、童贯伐辽、童贯北伐，是北宋宣和四年（1122年）四月宋徽宗命童贯以河北河东宣抚使勒兵十万北伐辽国。早在宣和三年（1121年），北宋和金国就订立海上之盟相约攻辽。但因宋朝境内的民变不断，使北伐辽国之事一拖再拖，最终在宋徽宗的下令之下北伐辽国。

## 背景
1114年开始，女真人完颜阿骨打迅速崛起，早已衰落不堪的辽朝被女真人打得大敗，丟城失地。北宋君臣希望藉此夺回幽云十六州。而宋徽宗本人也好大喜功，不顾宋辽已和平相处有百年之久，开始和女真人联络，双方于宣和二年（1120年）签订了《海上之盟》，约定共同攻辽。15万在西北的宋军，当时称为“西军”，从对西夏的西北前线调往对辽河北，剑指幽云。

## 过程
宣和三年（1121年），金军按照和宋朝的约定伐辽，出兵攻打辽的剩余国土。辽朝末代君主天祚帝一路往西逃，辽内部也开始瓦解；留守幽州的宰相李处温、耶律大石等拥立魏王耶律淳为皇帝，即北遼政權，与天祚帝对立，遼朝一分為二。宣和四年（1122年），宋军终于出高阳关，越过宋辽两国界河白沟河攻入辽地。宋辽国界上本来一直有宋朝栽种并维护的边防林以防止辽军南攻，然而由于宋朝北上进军的需要，童贯令军士砍伐了边防林，从此国境再无防线，为日后金军南下埋下了伏笔。面对宋军，耶律大石和另外一员辽将萧干引兵出战，结果在西北尚能与西夏互有胜负的宋朝西军，在“老种相公”种师道的指挥下，却被残辽军一击大败，宋徽宗大为惊恐，下令班师 。
宣和五年（1123年）宋军对幽州发起第二次攻势，这次进攻得到了辽朝内应，易州守将高凤、涿州守将郭药师皆投降。耶律淳政權的汉族大臣和将领，如李处温父子、郭药师等见大势已去，希望向宋纳城投降。由于上次的战败，种师道被降职处分，另两名西军名将刘延庆、杨可世率所部主力数万人会同降将郭药师一齐偷袭幽州。宋军先是围攻辽皇宫久攻不下，又没有重点守备退路。辽大将萧干回军来救，轻松夺回城门控制权。刘延庆脱逃，其子刘光世没有按计划及时接应，攻入幽州的宋军反而被合围，主帅杨可世、郭药师等棄城逃走，名将高世宣以下数千入城宋军全部战死。
两次战败打击了童贯的信心，在女真人面前不堪一击的辽军，在宋朝主力西军面前却如铜墙铁壁一般。童贯陷入了进退两难的境地。在这种情况下，童贯想到了向女真人求助，提出「贵国帮我们攻下燕京（幽州）后，百姓、子女、金帛全部归贵国所有，贵国出兵，军费粮草也由宋朝负担。」完颜阿骨打答应了，金军开始南下，以长城的主要隘口居庸关为目标。居庸关这时突然发生了山崩，辽朝守军死伤惨重，金军顺利攻入长城以南。耶律大石战败被俘，而后逃走。1125年，天祚帝最终也成了女真人的俘虏，耶律阿保机建立的辽帝国彻底灭亡。

## 影响
由于宋徽宗发动宣和北伐滥用民力、监额科敛过多，加上天灾导致的北宋山东、河北、开封等地的一系列民变。
辽的灭亡意味着北宋失去了北方的屏障，而联金灭辽过程中，宋朝的腐败无能与富庶，更给金人留下了深刻的印象，虽然当时金人按约定将幽州、涿州、易州、檀州、顺州、景州、蓟州七州交给宋朝，宋朝也通过策反守将等手段又夺取平州、营州、滦州、朔州、应州、蔚州、武州七州之地，但平州、营州很快被金军夺回，仅仅数月后，金军便大举南下，并最终灭北宋。